# Liste des indicatifs téléphoniques en Côte d'Ivoire
Voici la liste des indicatifs téléphoniques en Côte d’Ivoire.
L’indicatif international de la Côte d’Ivoire est le « +225 ».
À partir de la Côte d’Ivoire, le « 00 » est le préfixe pour appeler l’international.
Les numéros mobiles et fixes ont habituellement 10 chiffres dans la forme « XZABPQMCDU ».
Les numéros en Côte d’Ivoire s’écrivent en général en cinq tranches de deux chiffres. Les numéros courts de trois chiffres s’écrivent en général en une seule tranche de trois chiffres.
L’autorité responsable est « Autorité de régulation des télécommunications/TIC de Côte d’Ivoire » (http://www.artci.ci).

## Plan de numérotation
| Numéro                                                  | Service                                                   | Longueur | Longueur |
| Numéro                                                  | Service                                                   | minimale | maximale |
| ------------------------------------------------------- | --------------------------------------------------------- | -------- | -------- |
| 00 (Préfixe international)                              |                                                           |          |          |
| 0 (Téléphonie mobile)                                   | 0 (Téléphonie mobile)                                     | 10       | 10       |
| 01                                                      | Opérateur Moov                                            |          |          |
| 05                                                      | Opérateur MTN                                             |          |          |
| 07                                                      | Opérateur Orange                                          |          |          |
| 1 (Services spéciaux) (parfois payant, parfois gratuit) | 1 (Services spéciaux) (parfois payant, parfois gratuit)   | 3        | 4        |
| 100                                                     | CCDO Centre de coordination des décisions opérationnelles |          |          |
| 111                                                     | CCDO Centre de coordination des décisions opérationnelles |          |          |
| 175                                                     | Dépannage Sodeci                                          |          |          |
| 179                                                     | Dépannage CIE                                             |          |          |
| 180                                                     | Sapeurs pompiers                                          |          |          |
| 185                                                     | Service Samu                                              |          |          |
| 2 (Téléphonie fixe)                                     | 2 (Téléphonie fixe)                                       | 10       | 10       |
| 21                                                      | Opérateur Moov                                            |          |          |
| 25                                                      | Opérateur MTN                                             |          |          |
| 27                                                      | Opérateur Orange                                          |          |          |
| 3 (Réservé)                                             | 3 (Réservé)                                               | –        | 10       |
| 4 (Réservé)                                             | 4 (Réservé)                                               | –        | 10       |
| 5 (Réservé)                                             | 5 (Réservé)                                               | –        | 10       |
| 6 (Réservé)                                             | 6 (Réservé)                                               | –        | 10       |
| 7 (Réservé)                                             | 7 (Réservé)                                               | –        | 10       |
| 8 (Numéros de services libre appel)                     | 8 (Numéros de services libre appel)                       | 4        | –        |
| 9 (Services à valeur ajoutée)                           | 9 (Services à valeur ajoutée)                             | 4        | –        |
| 90                                                      | Numéros de services à revenus partagés                    | 8        | 8        |
| 90 5                                                    | Numéros de services d’accès à Internet en dial-up         | 8        | 8        |
| 98                                                      | Numéros courts à 5 chiffres                               | 5        | 5        |

### Les numéros fixes
La zone géographique pour les numéros fixes est déterminée à partir du 3e et du 4e chiffre.
| 0  | Numéros fixes géographiques |
| 1  | Numéros fixes géographiques |
| 2  | Numéros fixes géographiques : Zone géographique d'Abidjan |
| -- | --- |
| 20 | Zone Plateau - Une partie d’Abidjan. |
| 21 | Zone Abidjan-sud - Une partie d’Abidjan - Les localités suivantes à l’intérieur : Aboisso, Aboisso-Comoé, Aby, Adiaké, Adjouan, Affienou, Assouba, Ayamé, Bakro, Bongo Saph, Bonoua, Eboinda, Eboué, Ehania, Grand-Bassam, Koffikro-Affima, Koukourandoumi, Krindjabo, Maferé, Motebé, N’zikro, Noé, Nouamou, Ono, Tiapoum, Toumanguie |
| 22 | Zone Cocody - Une partie d’Abidjan - Les localités suivantes à l’intérieur : Akouré, Bin-Houien, Bingerville, Memni |
| 23 | Zone Yopougon - Une partie d’Abidjan - Les localités suivantes à l’intérieur : Abié, Abongoua, Aboudé, Addah-Bahuma, Adzopé, Affery, Agban, Agbaou, Agboville, Agou, Aheoua, Ahouabo, Ahoué, Ahoutoué, Akoupé, Akradio, Alepé, Ananguié, Andé, Anno, Anyama, Armebé, Arraguié, Arrah, Assikoi, Assinie Maffia, Attiekoi, Attinguié, Attobrou, Avagou, Azaguié, Bacon, Bakanda, Bakanou, Banguié, Beago, Bécédi Brignan, Becouefin, Biasso, Biebi, Binao, Bodo, Botindé, Bouapé, Bouboury, Boudepé, Boussoukro/Kodimasso, Braffedon, Bregbo, Cechi, Cosrou, Dabou, Danguira, Debrimou, Diangobo, Domolon, Elibou, Gomon, Grand-Akouzin, Grand-Jacques, Grand-Lahou, Grand-Morie, Grand-Yapo, Hermankono Garo, Irobo, Iroporia, Jacqueville, Kotobi, Laoguié, Lopou, Loviguie, Makey, Moapé, Montezo, Mopoyem/Bodou, Morokro, N’djem, N’douci, N’zianoua, Offa, Orbaff, Ores-Krobou, Rubino, Sahué, Samo, Sasako-Begniny, Sikensi, Songon, Songon-Agban, Songon-Dagbé, Songon-Kassemblé, Tiassalé, Toukouzou, Toupah, Vitre 1 Et 2, Yakassé-Attobrou, Yakassé-Mé, Yaobou, Yassap, Yocoboué, Zanfouenou |
| 24 | Zone Abobo - Une partie d’Abidjan |
| 3  | Numéros fixes géographiques : Zone géographique de l'intérieur du pays |
| 30 | Zone Yamoussoukro - Les localités suivantes à l’intérieur : Agnia, Aka N’guessankro, Akohé N’denou, Akpessokro, Angoda, Anoumaba, Assié Koumassi, Assounvoué, Attiegouakro, Benganssou, Binzra, Bokala, Boli-Kouadiokro, Bomizambo, Bongouanou, Bouadikro, Bouaflé, Bounafla, Bozi, Brozan, Diacohou, Didievi, Diegonefla, Diekadiokro, Dimbokro, Djekanou, Dougbafla, Doukouya, Gabia, Gadouan, Gohitafla, Goudi, Gouromiankro, Guessabo, Hiré, Kami, Kimkoukro, Koffi Ahoussoukro, Kokoumbo, Konéfla, Kongoué, Kossou, Kouamefla, Kouassi-Kouassikro, Kouetinfla, Kounahiri, Logbakro, Lolobo, Louha, M’batto, Maminigui, Manfla, N’gattadolikro, N’gouimbo, Oumé, Pakouabo, Raviart, Rolanfla, Sahabo, Seman, Sinfra, Soungassou, Taabo, Tie-N’diekro, Tiebissou, Tiemelekro, Tonla, Toumbokro, Toumodi, Yamoussoukro, Yaokro, Zaakro, Zagoreta, Zambakro, Zangué, Zatta, Zego, Zuenoula |
| 31 | Zone Bouaké - Les localités suivantes à l’intérieur : Afotobo, Agbossou, Anandakouadiokro, Ando-Kekrenou, Assandré, Assrikro, Ayaou-Sokpa, Bassawa, Beoumi, Bocanda, Bodokro, Bonguera, Bonieredougou, Bouaké, Bouayaokro, Brou Akpaoussou, Dabakala, Daoukro, Diabo, Djebonoua, Ettokro, Fronan, Katiola, Kouassikro, Kregbé, M’bahiakro, N’guessan-Pokoukro, Niakaramandougou, Niambrun, Niangbo, Ouelle, Prikro, Sakassou, Satama-Sokoro, Satama-Sokoura, Serebou Comoé, Tafiré, Toumodi-Sakassou, Zouan-Hounien |
| 32 | Zone Daloa - Les localités suivantes à l’intérieur : Ahizabré, Akridou-Lade, Banandjé, Bayota/Logouata/Nikeidé, Bediala/Banoufla, Belleville, Bizeraguhé, Boguedia, Bonon, Bonoufla, Brihi, Dairo, Dakourytrochon, Daloa, Dianra, Diarabana, Didoko, Dignango, Divo, Gagnoa, Galebouo, Gboguhé, Gnatroa, Gonaté, Guepahouo, Guiberoua, Guilehiry, Guitry, Hermankono-Dies, Issia, Kani, Lakota, Luehouan, Luenoufla, Mama, Mankono, Morondo, Nambezaria, Ouragahio, Saioua, Seguela, Tagoura, Tehiri, Tiegbà, Tieningboué, Vavoua, Yacolidabouo, Zaibo, Zalihouan, Zaroko/Bouakakro, Zikisso, Zoukougbeu |
| 33 | Zone Man - Les localités suivantes à l’intérieur : Akekro, Bako, Bangolo, Biankouma, Blolequin, Bogouiné, Borotou, Chc-Cavaly, Cs Koro, Danané, Duekoué, Facobly, Ferentela, Ganwé, Gbeleban, Guiglo, Guinteguela, Kahanso, Kaniasso, Koro, Kouibly, Kranzadougou, Logoualé, Madinani, Mahapleu, Man, Mandougou, Minignan, Odienné, Ouaninou, Para, Podiagouiné, Samatiguila, Sangouine, Seguelon, Seydougou, Sipilou, Taï, Tiemé, Tienko, Tieny-Seably, Touba, Toulepleu, Zagné, Zahala, Zeaglo, Zro |
| 34 | Zone San-Pédro - Les localités suivantes à l’intérieur : Bassa, Blidouba, Buyo, Dagbego, Fresco, Gabiadji, Gbagbam, Grabo, Grand-Bereby, Grand-Zattry, Gueyo, Iboké, Klotou, Kokolopozo, Loboville, Mabehiri, Mayo, Meagui, Okromoudou, Opouyo, Ottawa, San-Pédro, Sassandra, Sogb, Soubré, Tabou, Touadji 1, Yabayo |
| 35 | Zone Abengourou - Les localités suivantes à l’intérieur : Abengourou, Affalikro, Agnibilekro, Akoboissué, Amelekia, Aniassué, Apouesso, Apropronou, Assuefri, Bandakagni-Sokoura, Bania, Bettié, Bianouan, Bondoukou, Bouna, Damé, Diamba, Doropo, Ebilassokro, Foulakiedougou, Gouméré, Guiendé, Kouassi-Datekro, Koun-Abronso, Koun-Fao, Nangbo-Dongbo, Nassian, Niable, Padiegnan, Parhadi, Sandégué, Sankadiokro, Soko, Tabagne, Takikro, Talahini, Tanda, Tanguelan, Tankessé, Transua, Yakassé, Yakassé-Feyassé, Yakassebini, Yorobodi, Zamaka, Zaranou, Zinzenou |
| 36 | Zone Korhogo - Les localités suivantes à l’intérieur : Blessegué, Bolona, Boundiali, Debeté, Diamankani, Diawala, Dikodougou, Douasso, Ferkessedougou, Gbon, Guiembé, Kanakono, Karakoro, Kasseré, Kolia, Kong, Korhogo, Koumbala, Kouto, M’bengué, Nafoun, Napieledougou, Niellé, Niofoin, Ouangolodougou, Ouara, Papara, Pogo, Sanhala, Siempurgo, Sinematiali, Sirasso, Sucaf 1 Et 2, Tengrela, Timelekro, Tortiya, Touvré, Wora |
| 4  | Numéros fixes géographiques |
| 5  | Numéros fixes non-géographiques |
| 6  | Numéros fixes non-géographiques |
| 7  | Numéros fixes non-géographiques |
| 8  | Numéros fixes non-géographiques |
| 9  | Numéros fixes non-géographiques |

Le village de Komborodougou apparaît deux fois dans l’annuaire : une fois avec l’indicatif 30 et une fois avec l’indicatif 36.
Le village de Tieningboué apparaît dans l’annuaire, mais il n’y existe pas de ligne fixe.

## Historique
Le changement de numérotation de huit chiffres à dix chiffres a été effectué à 00 h 00 dans la nuit du 30 au 31 janvier 2021.
Avant, il y avait un système à huit chiffres.
Pour les lignes fixes :
- Moov (avec les numéros 20 8, 21 8, 22 8 et 23 8)
- MTN (avec les numéros 20 0, 21 0, 22 0, 23 0, 24 0, 30 0, 31 0, 32 0, 33 0, 34 0, 35 0 et 36 0)
- Orange (avec les numéros 20 2, 20 3, 21 2, 21 3, 21 5, 21 7, 22 4, 22 5, 23 4, 23 5, 24 3, 24 4, 24 5, 30 6, 31 6, 31 9, 32 7, 33 7, 34 7, 35 9, 36 8)

Pour la Téléphonie mobile en Côte d'Ivoire il y avait ces numéros, :
- Moov :  01, 02, 03, 40, 41, 42, 43, 50, 51, 52, 53, 70, 71, 72, 73
- MTN :  04, 05, 06, 44, 45, 46, 54, 55, 56, 64, 65, 66, 74, 75, 76, 84, 85, 86, 94, 95, 96
- Orange :  07, 08, 09, 47, 48, 49, 57, 58, 59, 67, 68, 69, 77, 78, 79, 87, 88, 89, 97, 98

Ces anciens indicatifs avaient été déjà hors service depuis 2016 ou avait été assignés à un autre opérateur :
- Warid : 50
- Green Network (GreenN)/Oricel/Yoomee Internet NonStop :  60, 61
- Koz/Comium : 65, 66, 67
- Café Mobile/Niamoutie Telecom :  69

Pour le passage à 10 chiffres, pour chaque numéro ordinaire existant de huit chiffres, deux chiffres ont été ajoutés au début du numéro,, :
- Mobile, Orange : 07
- Mobile, MTN : 05
- Mobile, Moov : 01
- Fixe, Orange : 27
- Fixe, MTN : 25
- Fixe, Moov : 21

Les numéros qui ont été portés vers d'autres opérateurs ont obtenu pour préfixe celui de leur opérateur d'origine. Par exemple un numéro « 07 xx xx xx » de chez Orange porté chez MTN a obtenu pour préfixe « 07 » donc « 07 07 xx xx xx » et pas « 05 07 xx xx xx ».